# 第24号交响曲 (海顿)
D大調第24号交响曲，作品號Hob.I:24，由约瑟夫·海顿完成于1764年，屬於海頓筆下「狂飆突進」時期的作品。此曲的創新之處甚多，足以顯示年屆而立的海頓在既有規範下，尋求突破的企圖心。

## 分析
该作品配器有：长笛、两个双簧管、低音管、两个圆号，和提琴，以及数字低音的键盘乐器 。作品有四个乐章：
1. D大調，快板（Allegro），
 拍子
2. G大调，慢板（Adagio），
 拍子
3. D大調，小步舞曲（Menuet）與中段，
 拍子
4. D大調，快板，
 拍子

一般所需的演奏時間約是20分鐘。
第一樂章
此樂章以強烈且富於戲劇性的對比（少有漸強、漸弱），以及風格激動的發展部樂段為其特色，在海頓的早期交響曲中具有代表性。其中，始於第44小節的模進段落大量地使用半音，並達十六個小節之長（在當時相當少見），帶來強烈的不確定感受。再者，海頓在連續的 ff 之後，令再現部以 p 進入，此一驚喜手法是早期海頓作品的特例之一。
第二樂章
音樂學學者H·C·羅賓斯·蘭登主張，第二乐章极有可能来自于一首现已失散的D大调长笛协奏曲的慢板乐章，该乐章列在海顿的草稿目錄（Entwurfkatalog）中。尽管没有充分的证据支持，但第二乐章体现了海顿协奏曲慢乐章抒情、不拘泥的特點。最明显的是，第二乐章省略了小回旋（ritornello）式的开头，并在乐章结束时带有一个明显的華彩点 。
第三樂章
此樂章雖有小步舞曲之名，實際的音樂內容卻不屬於宮廷風格，而是更近似於節奏感強烈的蘭德勒（Ländler）鄉間舞曲。長笛在樂章中段代替雙簧管出場，則是海頓筆下又一次的配器實驗。
第四樂章
在此，海顿所使用的動機可見於他的第13号交响曲，以及莫扎特的第41号交响曲。雙簧管在第四樂章重返，為配器特色再添一筆。

## 商業錄音
| 年份 | 樂團                                 | 指揮                  | 廠牌                  | 備註 |
| ---- | ------------------------------------ | --------------------- | --------------------- | ---- |
| 2002 | The Hanover Band                     | Roy Goodman           | Helios CDH55116       |      |
| 2013 | 西南广播电台巴登巴登与弗莱堡交响乐团 | 埃内斯特·布尔         | SWR Digital           |      |
|      | Northern Chamber Orchestra           | Nicholas Ward         | 拿索斯唱片            |      |
| 2019 | Stuttgarter Kammerorchester          | Dennis Russell Davies | 索尼古典              |      |
| 2006 | Cantilena                            | Adrian Shepherd       | 山度士唱片（Chandos） |      |
| 2015 | 维也纳国立歌剧院樂團                 | Max Goberman          | 索尼古典              |      |
| 1997 | 古乐学院乐团                         | 克利斯朵夫·霍格伍德   | L'Oiseau Lyre         |      |
|      | Austro-Hungarian Haydn Orchestra     | 费舍尔·亚当           | Nimbus NI5683         |      |
| 1991 | 匈牙利爱乐乐团                       | 多拉蒂·安塔尔         | Decca 425 905-2       |      |

## 外部連結
- 海顿第24号交响曲：国际乐谱典藏计划上的乐谱
- 海頓第24號交響曲的分析